# Вальдемар Домбровський
Домбровський Пйотр Вальдемар (пол. Waldemar Piotr Dąbrowski; нар. 23 серпня 1951, Радзимін) — польський політик, міністр культури Польщі у 2002—2005 роках.

## Біографія
Закінчив Варшавську політехніку (факультет електроніки).
Стипендіат Британської ради, Ґете-інституту, Державного департаменту США. Стажувався у Гарвардському університеті за програмою «Executive Programme for Leaders in Development».
З 1979 по 1981 рік був заступником директора департаменту культури варшавської мерії. У 1990—1994 роках був заступником державного секретаря Міністерства культури і мистецтва та головою Комітету з питань кінематографії. У період з вересня 1998 по липень 2002 року був директором Великого театру у Варшаві.
У 2002—2005 роках обіймав посаду міністра культури Польщі в уряді Лешека Міллера та Марека Бельки.
З 2008 року — генеральний директор Національної опери Польщі.